# Pretectum
El pretectum, también conocido como la zona pretectal, es una región del mesencéfalo compuesta por siete núcleos y se encarga de gran parte del sistema visual subcortical.
Recibe información sensorial de las células ganglionares de la retina de los ojos, y es la región responsable del mantenimiento del reflejo pupilar a la luz.
Como parte del sistema visual subcortical, las neuronas en los núcleos pretectal responden a diferentes intensidades de iluminación y son los principales implicados en la mediación de las respuestas de comportamiento no conscientes de los cambios agudos en la luz. Estas respuestas implican generalmente el inicio de los reflejos optocinético, aunque el pretectum también puede regular la nocicepción y el sueño REM.

## Localización y estructura
El pretectum es un grupo bilateral de núcleos altamente interconectados situados cerca de la unión del mesencéfalo y el cerebro anterior. El pretectum se clasifica generalmente como una estructura del mesencéfalo, aunque debido a su proximidad con el cerebro anterior a veces se clasifica como parte del diencéfalo caudal (cerebro anterior). En los vertebrados, el pretectum se sitúa directamente anterior al colículo superior y posterior al tálamo. Está situado por encima del gris periacueductal y del núcleo de la comisura posterior.
Se han identificado varios núcleos dentro del pretectum, aunque sus límites pueden ser difíciles de definir y ha habido debate sobre qué regiones deberían incluirse y sus nombres precisos Los cinco núcleos primarios son: el núcleo pretectal olivar (ON), el núcleo del tracto óptico (NOT) y los núcleos pretectales anterior (NPA), medial (NPM) y posterior (NPP). El NOT está formado por células relativamente grandes y se encuentra entre los colículos superiores. El ON está situado medial al NOT y tiene una cola que se extiende entre el NOT y el NPP, que es ventral al ON. También se han identificado dos núcleos adicionales: el limitans posterior (PLi) y el área pretectal comisural (CPA). Aunque estas dos regiones no se han examinado en la misma medida que los cinco núcleos primarios, las investigaciones han demostrado que tanto el PLi como el CPA reciben información de la retina, lo que sugiere un papel en el procesamiento de la información visual.

## Función
Como parte del sistema visual subcortical, las neuronas de los núcleos pretectales responden a intensidades variables de iluminancia y participan principalmente en la mediación de respuestas conductuales no conscientes a cambios agudos de luz. En general, estas respuestas implican el inicio de reflejos optocinéticos, aunque el pretectum también puede regular la nocicepción y el sueño REM.

### Reflejo pupilar a la luz
Artículo principal: Reflejo pupilar a la luz

La constricción pupilar resultante del reflejo pupilar a la luz está mediada por los núcleos olivar y pretectal posterior.
El reflejo pupilar a la luz está mediado por el pretectum. Este reflejo es responsable de la constricción de las pupilas al entrar la luz en el ojo. Varios núcleos pretectales, en particular el ON, reciben información sobre la iluminancia de la retina ipsilateral a través del tracto óptico. Se sabe que los núcleos del ON aumentan gradualmente su activación en respuesta a niveles crecientes de iluminación. Esta información se transmite directamente al núcleo de Edinger-Westphal, que a su vez transmite la orden de contraer las pupilas al esfínter pupilar a través del ganglio ciliar.

### Sueño REM
Múltiples núcleos pretectales pueden estar implicados en la regulación del sueño REM y los comportamientos del sueño. Las investigaciones han demostrado que el pretectum, junto con el colículo superior, puede ser responsable de provocar cambios no circadianos en los comportamientos del sueño REM. Se ha demostrado que los núcleos pretectales que reciben entrada retiniana, en particular el NOT y el NPP, son parcialmente responsables de iniciar el sueño REM en ratas albinas. El descubrimiento de proyecciones desde el pretectum a varios núcleos talámicos implicados en la activación cortical durante el sueño REM, en concreto la proyección al núcleo supraquiasmático, que forma parte de un conocido mecanismo regulador del sueño REM, apoya esta hipótesis.